# مجرای کشاله ران
کانال کِشاله‌ای یا مجرای مَغبـِنی (به انگلیسی: Inguinal canal) فضایی است که در حاشیۀ پایینی در هر طرف بین لایه‌هایی که جدار شکم را تشکیل می‌دهند، ایجاد می‌شود. این فضا در زنان گذرگاه رباط گرد و در مردان گذرگاه طناب اسپرمی است.
چنانچه حلقه‌های سطحی و عمقی مجرا را با دو خط موازی به فاصله یک سانتی‌متر از هم بکشید، مسیر مجرا به طول حدود ۵–۳ سانتی‌متر مشخص می‌شود. این مجرا در بالا و موازی رباط مغبنی می‌باشد.

## نگارخانه

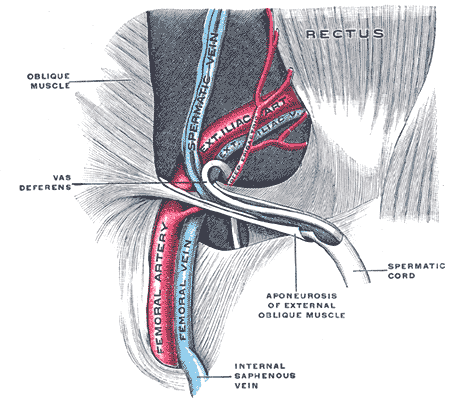
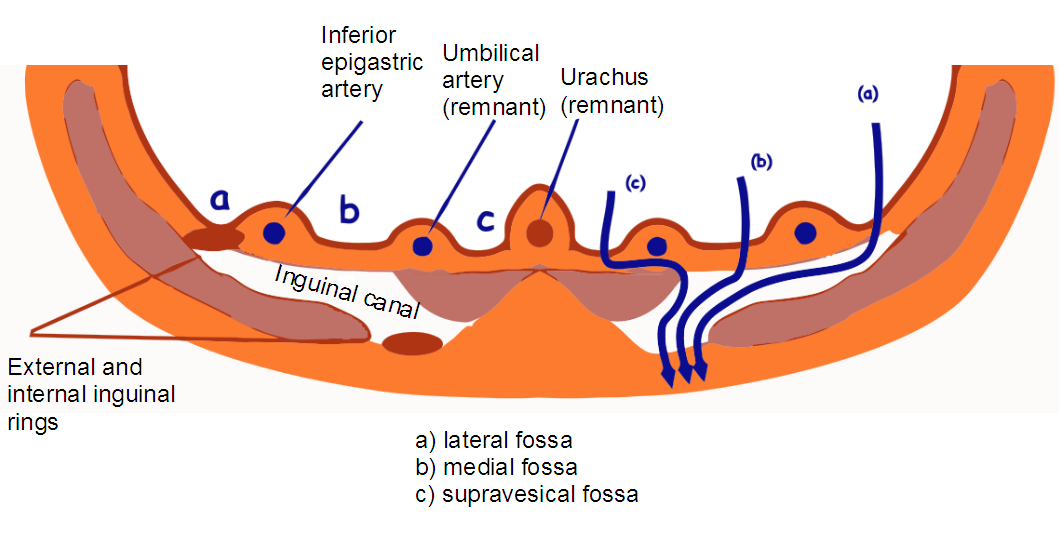